# Nintoku
Imperador Nintoku (仁徳天皇, Nintoku-tennō) foi o 16º Imperador do Japão, na lista tradicional de sucessão.

## Vida
Segundo o Gukanshō, o livro dos escritos do  Monge Jien, foi o quarto filho do Imperador Ōjin com a Imperatriz Nakatsuhime no Mikoto, bisneta do Imperador Keiko. Antes da sua ascensão ao trono, seu nome era Oho Sazaki no Mikoto.
Não há datas concretas que podem ser atribuídas a vida deste imperador ou reinado, mas é convencionalmente considerado que Nintoku reinou de 313 a 399 se tornou o príncipe herdeiro com a idade de 21 anos e foi entronado (em 313) com 24 anos, reinou por 86 anos até sua morte em 399 com 110 anos de idade.
Nintoku construiu sua capital em Naniha, na Província de Yamato, governando do Palácio de Takasu. O gabinete palacial e seus edifícios não foram rebocadas; a entrada, as coimeiras, os postes e pilares eram totalmente desprovidas de ornamentos, a cobertura de palha não foi aparada uniformemente. A hipótese levantada era que não poderia atrasar a preparação do campo por causa dos seus caprichos pessoais.